# Pic pyramidal
Ne doit pas être confondu avec nunatak.
Pour les articles homonymes, voir horn.

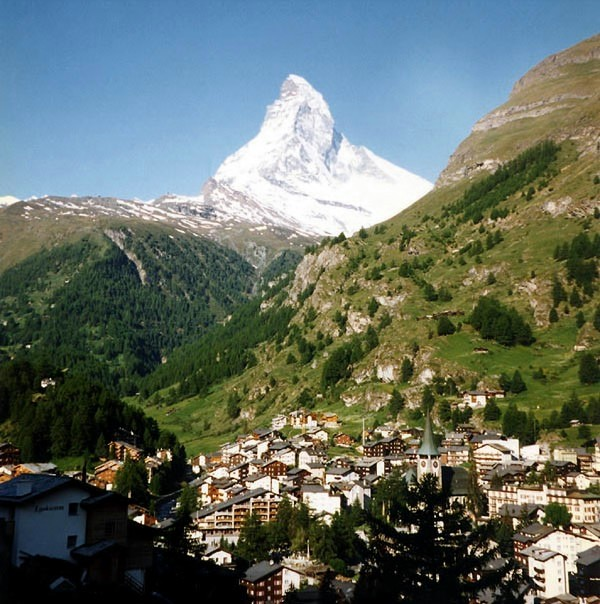
Le Cervin, un pic pyramidal classique.

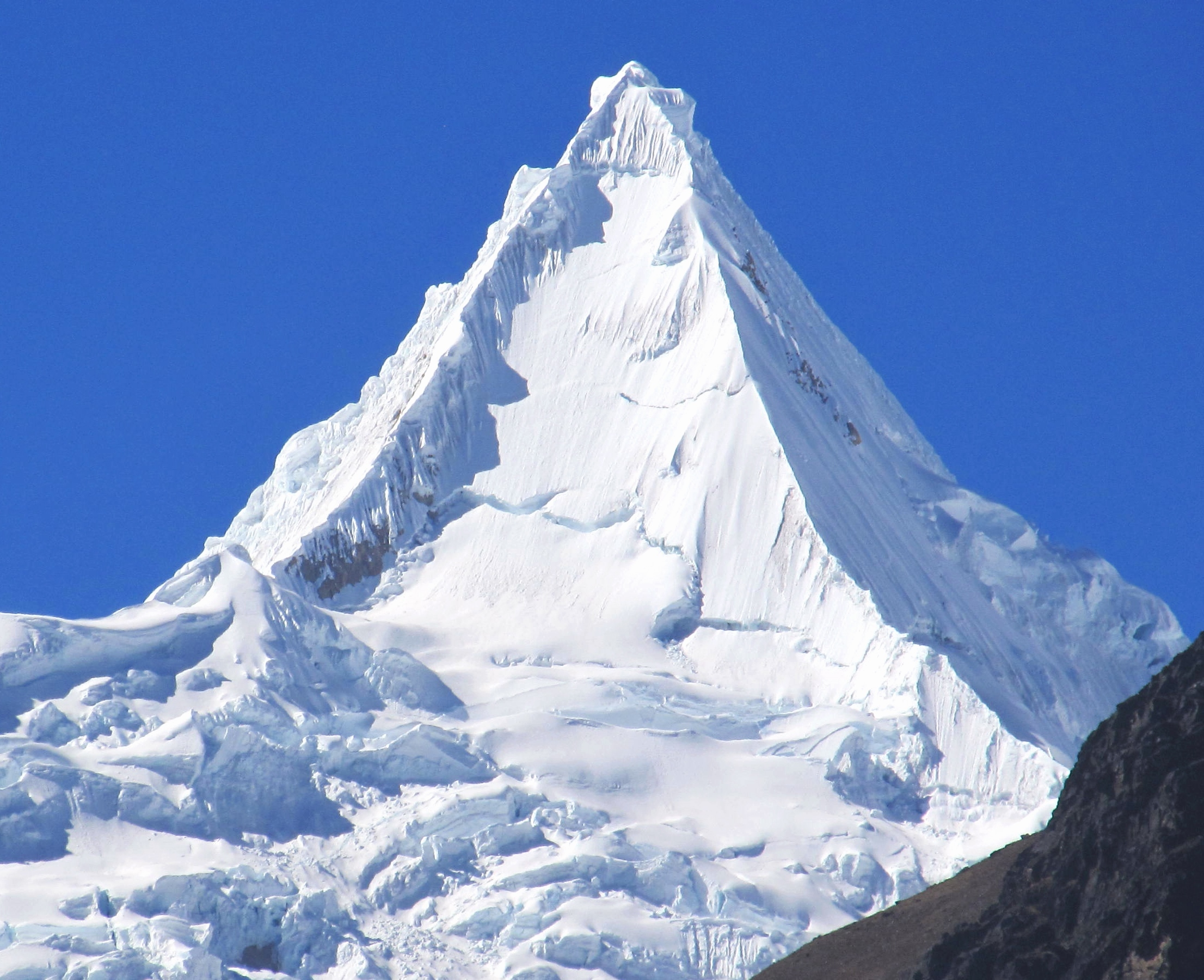
L'Alpamayo, au Pérou.

Un pic pyramidal, appelé aussi horn de l'allemand, est un sommet aux pentes souvent abruptes, sculpté par l'action de glaciers de cirque œuvrant sur les deux versants d'une arête sommitale. Ce type de montagne caractéristique de l'érosion glaciaire présente un sommet pointu où se rejoignent des arêtes délimitant des versants fortement inclinés. L'exemple emblématique est le Cervin  dans les Alpes. Dans les Alpes suisses, Horn sert à désigner des pics avec de très fortes inclinaisons comprises entre 45 et 60° comme le Täschhorn[réf. nécessaire].

## Exemples
- L'Everest, point culminant de l'Himalaya et de la Terre, à cheval sur le Népal et la Chine
- Le K2 dans l'Himalaya du Karakoram.
- La Tour de Mustagh dans l'Himalaya du Karakoram.
- Le Shivling dans l'Himalaya du Garhwal
- Le Changabang dans l'Himalaya du Garhwal.
- L'Aconcagua, point culminant de la cordillère des Andes et du continent américain, en Argentine
- L'Alpamayo, dans les Andes, au Pérou
- Le Cervin à Zermatt, à la frontière entre la Suisse et l'Italie
- Le Weisshorn en Suisse
- Le Kitzsteinhorn près de Kaprun à Salzbourg, Autriche
- Le mont Blanc au-dessus de Chamonix, dans les Alpes (France)
- Le Grand Teton, Wyoming, États-Unis
- Le mont Viso, Piémont, Italie
- Le puy Mary dans les monts du Cantal (Massif central, France)
- Le Grand Quayrat dans les Pyrénées (cirque des Crabioules, France)